# Rodrigo Sorogoyen
Rodrigo Sorogoyen del Amo (Madrid, 16 settembre 1981) è un regista, sceneggiatore e produttore cinematografico spagnolo.

## Biografia
Nato a Madrid nel 1981, suo nonno materno era il regista e sceneggiatore Antonio del Amo. Si è laureato in Storia presso l'UCM e nel 2004 si iscrive alla Scuola di Cinematografia di Madrid (ECAM). Inizia a lavorare come sceneggiatore per varie produzioni televisive spagnole, come Impares, La pecera de Eva, Vida loca e Frágiles, venendo accreditato come Ruy Sorogoyen.
Nel 2008 co-dirige assieme a Peris Romano il film 8 Citas, che racconta otto storie romantiche ambientate a Madrid. Nel 2010, insieme a tre compagni della ECAM, fonda la produzione Caballo Films.
Finanziato attraverso crowdfunding, con un budget di 60.000 euro, nel 2013 dirige Stockholm. Il film ottenne diversi riconoscimenti internazionali.
Nel 2016 dirige Che Dio ci perdoni, ottenendo sei candidature ai premi Goya 2017. Il film è interpretato da Antonio de la Torre e Roberto Álamo, quest'ultimo ha vinto il premio come miglior attore protagonista ai Goya 2017.
Il suo cortometraggio del 2017 Madre (2017) ottiene una candidatura ai premi Oscar 2019 come miglior cortometraggio, e nello stesso anno esce il lungometraggio ad esso ispirato e con lo stesso nome Madre (2019). Inoltre il suo lungometraggio Il regno vince sette premi Goya su tredici candidature nel 2018.
Con As Bestas ottiene nel 2023 9 premi Goya e l’attenzione del pubblico nelle sale, dopo quella al Festival di Cannes 2022.

## Filmografia

### Regista

#### Cinema
- 8 citas (2008)
- Stockholm (2013)
- Che Dio ci perdoni (Que Dios nos perdone) (2016)
- Il regno (El reino) (2018)
- Madre (2019)
- As bestas (2022)

#### Televisione
- Impares – serie TV, 43 episodi (2008-2010)
- Impares premium – serie TV, 10 episodi (2010-2011)
- Vida loca – serie TV, 6 episodi (2011)
- La pecera de Eva – serie TV, 221 episodi (2010-2011)
- Frágiles – serie TV, 13 episodi (2012-2013)
- Rabia – serie TV, 1 episodio (2015)
- En casa – serie TV, 1 episodio (2020)
- Antidisturbios: Unità Antisommossa – serie TV, 4 episodi (2020)
- Historias para no dormir – miniserie TV, 1 episodio (2021)
- Apagón - serie TV, 1x01 (2022)
- Dieci Capodanni (Los años nuevos) – serie TV, 10 episodi (2024)

#### Cortometraggi
- El iluso (2014)
- Madre (2017)

### Sceneggiatore

#### Cinema
- 8 citas, regia di Rodrigo Sorogoyen (2008)
- Stockholm, regia di Borja Soler e Rodrigo Sorogoyen (2013)
- Che Dio ci perdoni (Que Dios nos perdone), regia di Rodrigo Sorogoyen (2016)
- Il regno (El reino), regia di Rodrigo Sorogoyen (2018)
- Madre, regia di Rodrigo Sorogoyen (2019)
- As bestas, regia di Rodrigo Sorogoyen (2022)

#### Televisione
- Ke no! - serie TV, 2 episodi (2005)
- Manolo & Benito Corporeision - serie TV, 4 episodi (2006-2007)
- Impares - serie TV, 39 episodi (2008-2010)
- Impares premium - serie TV, 10 episodi (2010-2011)
- En casa - serie TV, episodio 1x01 (2020)
- Antidisturbios: Unità Antisommossa - serie TV, 6 episodi (2020)
- Storie per non dormire (Historias para no dormir) - serie TV, episodio 1x04 (2021)
- Apagón - serie TV, 1x01 (2022)

#### Cortometraggi
- Madre, regia di Rodrigo Sorogoyen (2017)

### Produttore

#### Cinema
- Stockholm, regia di Borja Soler e Rodrigo Sorogoyen (2013)
- Madre, regia di Rodrigo Sorogoyen (2019)
- As bestas, regia di Rodrigo Sorogoyen (2022)

#### Televisione
- Antidisturbios: Unità Antisommossa - serie TV, 6 episodi (2020)

#### Cortometraggi
- Madre, regia di Rodrigo Sorogoyen (2017)

### Attore
- En casa - serie TV, episodio 1x01 (2020)

## Riconoscimenti
- Premio Oscar
  - 2019 - Candidatura al miglior cortometraggio per Madre
- David di Donatello
  - 2024 - Candidatura al miglior film internazionale per As bestas

- Premio Goya
  - 2014 - Candidatura al miglior regista esordiente per Stockholm
  - 2017 - Candidatura al miglior regista per Che Dio ci perdoni
  - 2017 - Candidatura alla miglior sceneggiatura originale per Che Dio ci perdoni
  - 2018 - Miglior cortometraggio per Madre
  - 2019 - Miglior regista per Il regno
  - 2019 - Miglior sceneggiatura originale per Il regno
  - 2020 - Candidatura alla miglior sceneggiatura non originale per Madre
  - 2023 - Miglior film per As bestas
  - 2023 - Miglior regista per As bestas
  - 2023 - Miglior sceneggiatura originale per As bestas